# 井波彫刻
井波彫刻（いなみちょうこく）は富山県南砺市井波地区（旧：井波町）を中心に生産される木彫工芸品。

## 概要
井波彫刻の発祥は、1390年（明徳元年）に建立された井波別院瑞泉寺が何度も焼失し、その度井波の宮大工により再建されてきたことが大きく関わっている。宝暦・安永年間（1763年〜1774年）の瑞泉寺の再建には、御用彫刻師の前川三四郎が京都の本願寺より派遣されたことにより、井波の大工が師事し教えを被り、その後寺社彫刻の技法が、欄間や獅子頭、天神様（菅原道真）などの工芸品に派生し今日まで受け継がれている。また4年に一度「南砺市いなみ国際木彫刻キャンプ」が開催されている。
伝統的工芸品産業の振興に関する法律（伝産法・1974年（昭和49年）5月25日法律第57号）に基づき、1975年（昭和50年）に国の伝統的工芸品として通商産業大臣（現 経済産業大臣）より井波彫刻協同組合が産地組合として指定（第2次）を受ける。2018年（平成30年）5月24日には、井波彫刻を核とした「宮大工の鑿一丁から生まれた木彫刻美術館・井波」として日本遺産に認定された。
現在、伝統工芸士（伝産法に基づく資格）、一級井波木彫刻士（厚生労働大臣認定資格）をはじめ、組合員を含め約300名もの彫刻職人が集中しているのは世界的にも珍しく、瑞泉寺の参道であり観光地化している八日町通り以外の住宅地でも木彫りの槌の音が聞こえ、この音が「井波の木彫りの音」として日本の音風景100選に選定されている。
また、全国唯一の木彫の専修学校、「井波木彫刻工芸高等職業訓練校」があり、師匠に弟子入りした生徒が、デッサンや彫刻の基礎などを学んでいる。

## 井波彫刻作品の特徴
井波彫刻の作品としては、欄間や獅子頭、天神様（菅原道真）像がよく知られており、日常生活で使用する木工品より美術工芸品が制作の中心である。近年では、若手の作家が龍を纏ったエレキギターなどもある。その他井波別院瑞泉寺をはじめ、多くの寺社彫刻を手掛けてきた。
また富山県内には、数多くの曳山（山車）祭りが行われているが、「放生津（新湊）」、「城端」、「八尾」、「海老江」、「伏木」、「出町（砺波）」、「石動（小矢部））」など、曳山を彩る彫刻や欄干（勾欄）などが、江戸時代より井波の名工によって制作や修理がされてきた。また日本各地の祭り屋台やだんじり屋台（地車）の彫刻なども制作している。
2018年（平成30年）6月に復元された、名古屋城本丸御殿の上洛殿将軍御座所には、井波の彫刻師が透かし彫り手法で制作し、京都の職人が極彩色に色付けした欄間7枚が設置された。最大のものは幅3.24m、高さ1.4m、厚さ0.27mの大きさで、焼失前の写真等を基に7年の時をかけ忠実に復元されたものである。

### 主な作品
- 欄間、獅子頭、衝立、木彫額（パネル）、天神様、七福神、仏像、雲棚、動物などの像、寺社彫刻、曳山・屋台・だんじり（山車）彫刻、エレキギター、隠れ彫刻など。

## 井波木彫刻工芸高等職業訓練校
1947年（昭和22年）に井波木彫刻技能者養成所として設立された、職業訓練法人井波彫刻工芸協会が運営する、全国唯一の木彫を学ぶ5年制の専修学校であった。15歳以上が入学でき、師匠に弟子入りし修行を積みながら、週1回同校でデッサンや彫刻の基礎などを学ぶ。講師は井波の彫刻職人である井波彫刻協同組合員である。1970年代は全生徒約80人が学んでいた。2000年代に入ると新築の家の和室減少とともに欄間の受注も減ったことから職人希望者も激減し、入学生が10人以下のことも多くなり、2022年（令和4年）現在全生徒が3人しかおらず、2022年度末で休校となった。なお今後は、複数の組合員の講師がそれぞれ技術指導を行っていくとし、2023年（令和5年）5月より同校校舎にて、職人志望向けの職人育成コースと、木彫愛好者向けのフリーコースがある「井波彫刻塾」を開講した。

## 木彫イベント
南砺市いなみ国際木彫刻キャンプ（INAMI INTERNATIONAL WOODEN SCULPTURE CAMP IN NANTO CITY）
- 1991年（平成3年）より4年に一度、8月後半から約2週間にわたり開催。世界各国・国内から木彫作家を招き、作家同士また観客などと文化交流を行いながら原木から作品を作り上げていくイベントで、井波町の彫刻師2名が1988年（昭和63年）にハンガリーで開催された木彫刻シンポジウムに参加したことで国際的な木彫刻イベントを開く一端となった。また期間中は様々なイベントが行われる。なお、いなみ国際木彫刻キャンプ実行委員会は、1996年（平成8年）にサントリー地域文化賞[14]、1999年（平成11年）に国際交流基金地球市民賞[15]を受賞している。

井波彫刻まつり
- 毎年9月中旬〜下旬に開催。

## 井波彫刻総合会館
井波町郊外にある道の駅井波（愛称 いなみ木彫りの里 創遊館）敷地内にある井波彫刻を紹介する会館である。富山県博物館協会加盟館。イギリスの建築家ピーター・ソルターが井波別院瑞泉寺の伽藍をモチーフとして設計し、1993年（平成5年）7月に開館した。コンセプトは「世界に誇る木彫ミュージアム」で、伽藍の回廊を巡るような館内には、江戸時代の名工から現代の名工までが彫り上げた数多くの木彫刻が展示されているほか、展示品の販売も行っている。また、館内に井波彫刻協同組合が入所している。
いなみ木彫りの里 創遊館には職人が実際に作業をしている匠工房があり、自由に見学できるほか、共有の駐車場には5m前後の木彫の巨大七福神が展示されている。
- 開館時間 午前9時〜午後5時（入館は午後4時30分まで） 有料
- 休館日 毎週第2・第4水曜日、年末年始

## その他

### テレビ
2014年（平成26年）12月31日放送の「絶対に笑ってはいけない大脱獄24時」での、カボチャに彫られた浜田雅功の顔と、翌2015年（平成27年）12月31日放送の「絶対に笑ってはいけない名探偵24時」での、浜田雅功から月亭方正に変わる胸像の原型を制作したのは、2人の井波の仏師（ともに斎藤侊琳の弟子）である。

### ドキュメンタリー
- 新日本紀行「井波木彫師〜富山県井波町〜」（1972年12月18日、NHK）[19]